# Brothers & Sisters
Brothers & Sisters ist eine US-amerikanische, von Jon Robin Baitz entwickelte Fernsehserie, die von 2006 bis 2011 von ABC Television Studio für den US-Sender ABC produziert wurde.

## Handlung
Nach dem unerwarteten Tod von Vater William Walker bei einer Familiengeburtstagsfeier steht die Familie Walker vor einem Neubeginn. Die Familie wird mit dem wahren Leben des Familienoberhauptes konfrontiert. Denn der scheinbar so perfekte Ehemann und Firmenboss hat ein Doppelleben geführt, das nun nach und nach enthüllt wird.
Kitty Walkers erfolgreiche Karriere als Radiosprecherin führt sie zu einem Jobangebot bei einem Fernsehsender in Los Angeles, aber ihr Freund beabsichtigt in New York zu bleiben, so kehrt sie alleine zurück in den Schoß der Familie. Der bodenständige Thomas ‚Tommy‘ Walker schließt sich mit seiner älteren Schwester Sarah zusammen, um das Familiengeschäft wieder auf Vordermann zu bringen, das in großen finanziellen Schwierigkeiten steckt. Sarah muss ebenfalls versuchen Geschäft und Familie unter einen Hut zu bringen. Das zweitjüngste der Geschwister, der Anwalt Kevin Walker, ist schwul und ist auf der Suche nach der wahren Liebe. Der jüngste Spross der Walkers, Justin, trat nach dem 11. September der Armee bei und zog in den Afghanistan-Krieg. Nach seiner Rückkehr muss er mit Depressionen und Drogensucht kämpfen.
Die Geschwister Walker werden vor allem durch ihre Mutter Nora Walker unterstützt. Die Matriarchin ist nach dem Tod ihres Ehemannes ganz auf sich allein gestellt. Sie versucht nun, alle fünf Kinder wieder zu einer Familie zusammenzubringen. Ihr zur Seite steht ihr Bruder Saul Holden, der im familiären Unternehmen als Buchhalter tätig ist und so hinter die Geheimnisse von William kommen konnte.
Gleich zu Beginn der Serie stellt sich heraus, dass William Walker eine Affäre mit der ehemaligen Schauspielerin Holly Harper hatte. Aus dieser Beziehung entstammt eine uneheliche Tochter Rebecca Harper, die durch ihr Auftauchen in der Mitte der ersten Staffel für allerlei Probleme sorgt.

## Besetzung

### Hauptfiguren
| Rollenname          | Schauspieler         | Hauptrolle Staffeln | Gastrolle Staffeln | Synchronsprecher      |
| ------------------- | -------------------- | ------------------- | ------------------ | --------------------- |
| Justin Walker       | Dave Annable         | 1–5                 |                    | Ozan Ünal             |
| Nora Walker         | Sally Field          | 1–5                 |                    | Cornelia Meinhardt    |
| Kitty McCallister   | Calista Flockhart    | 1–5                 |                    | Daniela Hoffmann      |
| Sarah Walker        | Rachel Griffiths     | 1–5                 |                    | Katrin Zimmermann     |
| Kevin Walker        | Matthew Rhys         | 1–5                 |                    | Markus Pfeiffer       |
| Saul Holden         | Ron Rifkin           | 1–5                 |                    | Kaspar Eichel         |
| Holly Harper        | Patricia Wettig      | 1–5                 |                    | Katharina Koschny     |
| Rebecca Harper      | Emily VanCamp        | 1–4                 | 5                  | Magdalena Turba       |
| Paige Whedon        | Kerris Lilla Dorsey  | 1–4                 | 5                  | Aliana Schmitz        |
| Thomas Walker       | Balthazar Getty      | 1–3                 | 4, 5               | Wolfgang Wagner       |
| Julia Walker        | Sarah Jane Morris    | 1–3                 | 4                  | Maud Ackermann        |
| Joseph „Joe“ Whedon | John Pyper-Ferguson  | 1                   | 2                  | Thomas Nero Wolff     |
| Cooper Whedon       | Maxwell Perry Cotton | 2–4                 | 1, 5               | Arne Berstorff        |
| Robert McCallister  | Rob Lowe             | 2–4                 | 1                  | Benjamin Völz         |
| Scotty Wandell      | Luke Macfarlane      | 3–5                 | 1–2                | Dennis Schmidt-Foß    |
| Ryan Lafferty       | Luke Grimes          | 4                   | 3                  | Nico Sablik           |
| Luc Laurent         | Gilles Marini        | 5                   | 4                  | Patrice Luc Doumeyrou |

### Gast- und Nebendarsteller
- Tom Skerritt als Vater William Walker (1, 8-9)
- Josh Hopkins als Fernsehmoderator Warren Salter (1–10)
- Matthew Settle als Kittys Verlobter Jonathan Sellers (1–5)
- Tyler Posey als Sarahs Stiefsohn Gabriel Whedon (4–11)
- Treat Williams als Bauunternehmer und Noras Liebschaft David Morton (5–9)
- Keri Lynn Pratt als Praktikantin Amber Trachtenberg (5–9)
- Robert Foxworth als Harry Packard (6)
- Meredith Baxter als Margaret Packard (6)
- Joel Grey als Therapeut Dr. Jude Bar-Shalom (15)
- Marika Domińczyk als Justins Chefin und Freundin Tyler Altamirano (4–16)
- Jason Lewis als Fernsehstar und Kevins Freund Chad Barry (12–60)
- Marion Ross als Nora und Sauls Mutter Ida Holden (13)
- Roxy Olin als Chad Barrys Freundin Michelle (12–15)
- Margot Kidder als Noras Schulfreundin Emily Craft (14–18)
- Peter Coyote als Noras Literaturprofessor Mark August (17–21)
- Eric Winter als Robert McCallisters Bruder Jason (19–35)
- Jenna Elfman als Lizzie Jones-Baker (19)
- Susan Sullivan als Miranda Jones (19)
- Perry King als Curtis Jones (19)
- Michael Nouri als Sauls Freund Milo Peterman (23–27)
- David Andrews als George Lafferty, Vater von Ryan (45–46)
- Sarah Rafferty als Gloria (91)

In der nicht ausgestrahlten Pilotfolge wurde Iva (später Nora) Walker von Betty Buckley gespielt. Da sie bei Testvorführungen beim Publikum schlecht ankam, wurde die Rolle umbesetzt. Die Rolle der Nora Walker übernahm Sally Field, da diese den mütterlichen Charakter besser darstellt. Des Weiteren wurde in der Pilotfolge die Figur des Kevin geändert, der damals noch unter dem Namen Bryan von Jonathan LaPaglia gespielt wurde.

## Ausstrahlung
Seit dem 28. März 2007 wurde die Serie jeden Mittwoch um 20:15 Uhr auf Premiere Serie ausgestrahlt. Der österreichische Sender ORF 1 strahlte die Serie am 1. September in deutschsprachiger öffentlich-rechtlicher Premiere aus. Ab dem 5. September 2007 lief die Serie im Rahmen des ProSieben-Serienmittwochs. Aufgrund schlechter Einschaltquoten nahm ProSieben die Serie am 12. Dezember 2007 aus dem Programm. Der Sender beteuert aber, dass die restlichen Episoden zu einem späteren Zeitpunkt ausgestrahlt würden.
Die zweite Staffel wurde ab dem 25. März 2011 bei sixx ausgestrahlt. Die Erstausstrahlung der ersten zwölf Episoden der dritten Staffel wurde vom 29. Juli bis zum 14. Oktober 2011 ebenfalls auf sixx gesendet; die vierte Staffel ab dem 30. April 2014 und ab 3. Juni die 5 Staffel. Am 13. Mai 2011 wurde die Serie von ABC eingestellt.

## Drehorte
Die Serie wurde in Kalifornien gedreht.

## Auszeichnungen

### Emmy
- 2007 – 3 Nominierungen, davon 1 Auszeichnung:
  - Beste Hauptdarstellerin in einer Dramaserie (Sally Field)
  - Bestes Casting für eine Dramaserie (Jeanie Bacharach), (Gillian O’Neill)
  - Beste Nebendarstellerin in einer Dramaserie (Rachel Griffiths)
- 2008 – 3 Nominierungen:
  - Beste Hauptdarstellerin in einer Dramaserie (Sally Field)
  - Bestes Casting für eine Dramaserie (Jeanie Bacharach), (Gillian O’Neill)
  - Beste Nebendarstellerin in einer Dramaserie (Rachel Griffiths)
- 2009 – 1 Nominierung:
  - Beste Hauptdarstellerin in einer Dramaserie (Sally Field)
- 2011 - 1 Nominierung:
  - Bester Gastdarsteller in einer Dramaserie (Beau Bridges)

### Golden Globe Award
- 2008 – 2 Nominierungen:
  - Beste Hauptdarstellerin in einer Dramaserie (Sally Field)
  - Beste Nebendarstellerin in einer Serie, einer Mini-Serie oder einem Fernsehfilm (Rachel Griffiths)
- 2009 – 2 Nominierungen:
  - Beste Hauptdarstellerin in einer Dramaserie (Sally Field)
  - Beste Nebendarstellerin in einer Serie, einer Mini-Serie oder einem Fernsehfilm (Rachel Griffiths)

### Screen Actors Guild Award
- 2008 – 1 Nominierung:
  - Beste Darstellerin in einer Fernsehserie – Drama (Sally Field)
- 2009 - 1 Auszeichnung:
  - Beste Darstellerin in einer Fernsehserie - Drama (Sally Field)

### Satellite Awards
- 2007 – 3 Nominierungen:
  - Beste Hauptdarstellerin in einer Dramaserie (Sally Field)
  - Beste Hauptdarstellerin in einer Dramaserie (Rachel Griffiths)
  - Beste Fernsehserie - Drama
- 2008 – 1 Nominierung:
  - Beste Hauptdarstellerin in einer Dramaserie (Sally Field)

### GLAAD Media Awards
- 2007 – 1 Auszeichnung:
  - Beste Dramaserie
- 2008 – 1 Auszeichnung:
  - Beste Dramaserie
- 2009 – 1 Auszeichnung:
  - Beste Dramaserie
- 2010 – 1 Auszeichnung:
  - Beste Dramaserie

### People’s Choice Awards
- 2007 – 1 Nominierung:
  - Beste neue TV-Serie - Drama

### Prism Awards
- 2008 – 2 Auszeichnungen:
  - Bester Darsteller in einem mehrere Episoden umfassenden Handlungsstrang (Dave Annable)
  - Beste Darstellerin in einem mehrere Episoden umfassenden Handlungsstrang (Sally Field)